# Bourg-Argental
Bourg-Argental is een gemeente in het Franse departement Loire (regio Auvergne-Rhône-Alpes). De plaats maakt deel uit van het arrondissement Saint-Étienne. Bourg-Argental telde op 1 januari 2022 2.920 inwoners.

## Geografie
De oppervlakte van Bourg-Argental bedroeg op 1 januari 2022 20,15 vierkante kilometer; de bevolkingsdichtheid was toen 144,9 inwoners per km².

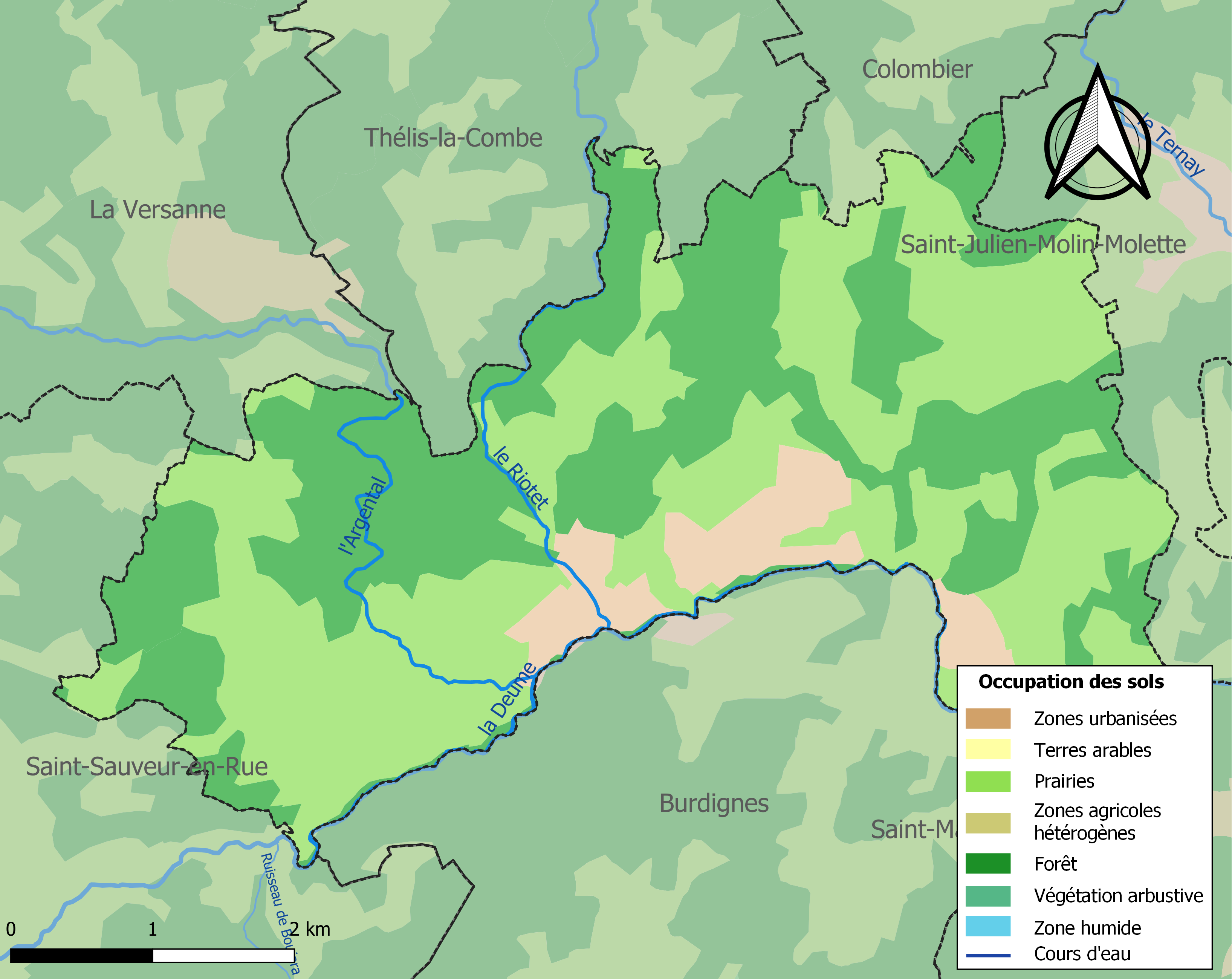
Kaart van de gemeente met belangrijkste infrastructuur, bodemgebruik en omliggende gemeenten

## Demografie
Onderstaande figuur toont het verloop van het inwonertal (bron: INSEE-tellingen).